# Uroșevaț
Uroșevaț (în albaneză Ferizaj; în sârbă Урошевац, cu alfabetul latin: Uroševac) este un oraș situat în sudul ”Republicii” Kosovo, la 40 km nord de granița cu Macedonia. Orașul se află amplasat la altitudinea de 573 m, ocupa în anul 2007 o suprafață de 720 km², având o populație de 145.000 loc.

## Istoric
Dezvoltarea orașului are loc mulțumitâ construirii în 1873 a liniei de cale ferată Kosovska Mitrovica–Skopje. Pe atunci localitatea aparținea de Imperiul Otoman. În urma războiului balcanic din 1913, orașul va a aparține de Serbia. Între anii 1915 - 1918, Ferizaj aparține de Austro-Ungaria, iar în perioada dintre 1941 - 1944 este ocupată de Italia. Ca după cel de al doilea război mondial să aparțină de Iugoslavia.

## Personalități marcante
- Sinan Hasani, politician și scriitor